# Umberto Gentiloni
Umberto Gentiloni Silveri (Losanna, 4 aprile 1968) è uno storico e docente italiano.
Insegna Storia contemporanea all'Università La Sapienza di Roma. È editorialista del quotidiano la Repubblica.

## Biografia
Umberto Gentiloni Silveri è discendente della famiglia dei conti Gentiloni Silveri, nobili di Filottrano, di Cingoli e di Macerata, imparentati con Vincenzo Ottorino Gentiloni, noto per l'omonimo Patto che a inizio Novecento segnò l'ingresso dei cattolici nella vita politica italiana. È cugino di Paolo Gentiloni.
Tra i più brillanti allievi di Pietro Scoppola, si laurea in Scienze politiche all'Università La Sapienza discutendo una tesi in Storia contemporanea (La Federazione giovanile comunista italiana dal 1968 alla «solidarietà nazionale»). La sua tesi di dottorato confluisce nel saggio Conservatori senza partito. Un tentativo fallito nell'Italia Giolittiana. Rimane legato alla lezione storiografica di Pietro Scoppola, al quale dedicherà alcuni saggi di storiografia, nonché la curatela di alcuni scritti dello storico cattolico (Lezioni sul Novecento, Roma 2010).
Dopo diversi soggiorni negli Stati Uniti, i suoi studi verteranno sui rapporti tra Italia e Stati Uniti a partire dalle dinamiche e dalle eredità del secondo conflitto mondiale. Si occupa anche di storia della Resistenza romana e le ricerche successive riguardano  le periodizzazioni dell'Italia repubblicana, l'evoluzione e la crisi del sistema politico dagli anni Settanta all'ultimo scorcio del Novecento nella dialettica tra sistema internazionale e successivi equilibri interni.
Dopo aver insegnato Storia contemporanea e Storia internazionale all'Università degli Studi di Teramo, insegna la stessa materia all'Università La Sapienza di Roma.
È stato presidente dell' IRSIFAR, l'Istituto romano per la storia d'Italia dal fascismo alla Resistenza.

## Opere
- L'Italia e la nuova frontiera. Stati Uniti e centro-sinistra 1958-1965, Collana Ricerca, Il Mulino, Bologna, 1998, ISBN 978-88-150-6282-6.
- Conservatori senza partito. Un tentativo fallito nell'Italia giolittiana, Studium, Roma 1999.
- In compagni dei pensieri lunghi. Enrico Berlinguer venti anni dopo (a cura di), Carocci, Roma 2006.
- Bombardare Roma. Gli Alleati e la «città aperta» (1940-1944), (con Maddalena Carli), Collezione Biblioteca storica, Il Mulino, Bologna, 2007, ISBN 978-88-151-1546-1.
- Sistema politico e contesto internazionale nell'Italia repubblicana, Collana Studi storici, Carocci, Roma, 2008, ISBN 978-88-430-4736-9.
- L'Italia sospesa. La crisi degli anni Settanta vista da Washington, Collana Storia, Einaudi, Torino, 2009, ISBN 978-88-061-9594-6.
- U. Gentiloni-Stefano Palermo, 16.10.1943. Li hanno portati via, Roma, Fandango Libri, 2012, ISBN 978-88-604-4299-4.
- Contro scettici e disfattisti. Gli anni di Ciampi 1992-2006, Collana Storia e Società, Laterza, Roma-Bari, 2013, ISBN 978-88-581-0738-6.
- Bombardare Auschwitz. Perché si poteva fare, perché non è stato fatto, Collezione Saggi, Mondadori, Milano, 2015, ISBN 978-88-046-4797-3.
- Il giorno più lungo della Repubblica. Un Paese ferito nelle lettere a casa Moro durante il sequestro, Collezione Saggi, Mondadori, Milano, 2016, ISBN 978-88-046-6888-6.
- Storia della Italia contemporanea 1943-2019, Collana Le vie della civiltà, Bologna, Il Mulino, 2019, ISBN 978-88-152-8089-3.

### Curatele
- Pietro Scoppola, Lezioni sul Novecento, Collezione Universale, Roma-Bari, Laterza, 2010, ISBN 978-88-420-9383-1.
- Sami Modiano, Per questo ho vissuto. La mia vita ad Auschwitz-Birkenau e altri esili, a cura di U. Gentiloni e Marcello Pezzetti, Rizzoli, Milano, 2013, ISBN 978-88-170-6123-0.
- Andra e Tatiana Bucci, Noi, bambine ad Auschwitz. La nostra storia di sopravvissute alla Shoah, a cura di U. Gentiloni e Marcello Pezzetti, Collezione Strade blu, Milano, Mondadori, 2019, ISBN 978-88-047-0825-4.
- Giacomo Matteotti, Un anno di dominazione fascista, Milano, Rizzoli, 2019, ISBN 978-88-171-3894-9.